# يويكيهيرو مياموتو
يويكيهيرو مياموتو (باليابانية: 宮本幸裕؛ بالكانا: みやもと ゆきひろ) هو مخرج ياباني، ولد في 21 نوفمبر 1977 في فوكوكا في اليابان.

## وصلات خارجية
- يويكيهيرو مياموتو على موقع IMDb (الإنجليزية)
- يويكيهيرو مياموتو على موقع قاعدة بيانات الفيلم (الإنجليزية)